# Daniel Xuereb
Daniel Xuereb (ur. 22 czerwca 1959 w Gardanne) – francuski piłkarz, napastnik, uczestnik MŚ 1986 (III miejsce).
W reprezentacji Francji zagrał 8 razy i zdobył jedną bramkę. Debiutował 18 lutego 1981 w meczu z Hiszpanią, ostatni raz zagrał w 1989. Podczas MŚ 86 zagrał tylko w jednym spotkaniu. Znajdował się wśród zwycięzców IO 84. W 1992 z Marsylią został mistrzem Francji.